# Christian Pampel
Christian Pampel (Gehrden, 6 settembre 1979) è un pallavolista tedesco.

## Palmarès

### Premi individuali
- 2003 - Pallavolista maschile tedesco dell'anno